# Våra stunder ila
Våra stunder ila är en psalm av Johan Olof Wallin från 1827. Melodin är en tonsättning av Ivar Widéen från 1916.

## Publicerad som
- Nr 657 i Nya psalmer 1921, tillägget till 1819 års psalmbok, under rubriken "De yttersta tingen: De kristnas hopp inför döden".
- Nr 570 i 1937 års psalmbok under rubriken "Det kristna hoppet inför döden".